# Київська вулиця (Прилуки)
Вулиця Київська — головна і найстаріша вулиця у Прилуках. Пролягає від вул. Вавілова до с. Єгорівка і селища нафтовиків. Вулиця пролягає із заходу на схід через усе місто — від Мединщини та Квашинців через Центр до Кустівців та Плискунівки.
Прилучаються вулиці Чернігівська — Західна — Ніжинська — Трубарівська — Нова — Чкалова — Низова — Ждановича — Партизанська — провулки Партизанський — Лікарняний — вулиця Квашинська — провулок Затишний — вулиці Алгазіна — Козача — Прорізний провулок — вулиці Андріївська — Ветеранська — Іванівська — Земська — Незалежності — Юрія Коптєва — Вокзальна — Садова — Гімназична — Котляревського — Пушкіна — Ярмаркова — Михайлівська — Петропавлівська — Житня — Трудовий провулок — вулиці Перемоги — Руська — Польова — Дачна — Аерофлотська — Миколи Костомарова — Плискунівська.
Нумерація йде від вулиці Вавілова (№ 2-354, 1-519).

## Історія
Спершу це були Київський та Роменський шляхи, що йшли від брам Прилуцької фортеці 18 ст.
О. Шафонський 1785 року зазначав про вулиці міста: «Велика Київська від самої фортеці крізь передмістя Квашинці до Київського виїзду іде… Вулиця велика Роменська починається від валу та брами Роменської і продовжується прямо через передмістя Броварки, Кустівці та Плискунівку, до виїзду Роменського».
1802 року було складено план міста з чіткою регулярною сіткою вулиць і кварталів. За цим планом старі вулиці були об'єднані в одну центральну, яка спочатку складалася з двох частин: від в'їзду до міста з заходу до сучасної вулиці Вокзальної називалася Київською (пізніше — Ніжинською), далі на схід — Роменською. У останній чверті 19 ст. вулиця мала вже єдину назву Ніжинсько-Роменська.

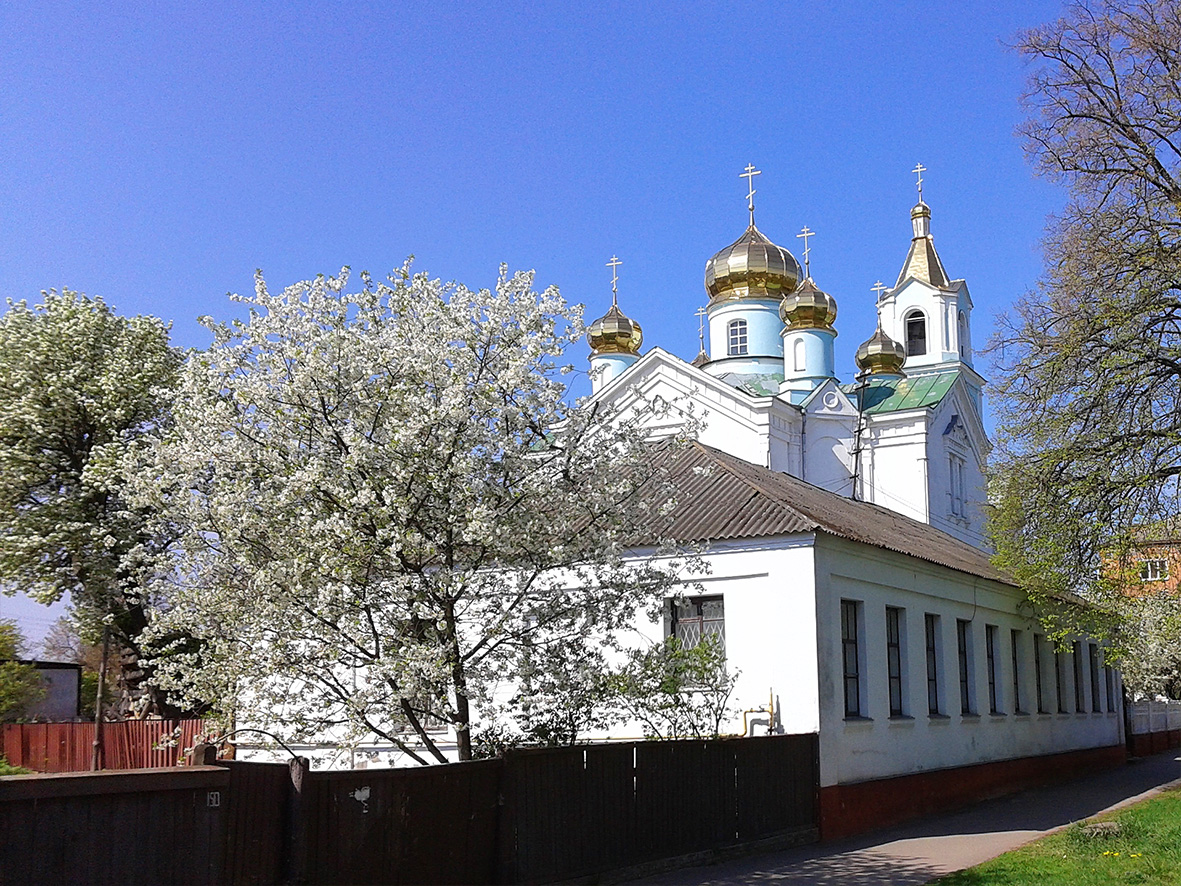
Іванівська церква у Квашинцях

Наприкінці 19 ст. була перейменована у Олександрівську, на честь імператора Олександра III, котрий помер 20 жовтня 1894 року. Вперше в історичних джерелах ця назва зустрілася 1897 року.
Інтенсивна забудова вулиці почалася після великої пожежі 1831 року, яка майже повністю знищила старі будинки. Як і до пожежі, будувалися одноповерхові дерев'яні будинки, але солом'яні стріхи з 1839 року повинні були робити з розчином глини та гною. Перший (і єдиний в місті) двоповерховий кам'яний будинок під залізним дахом (Поштова контора) побудовано на південно-західному розі сучасних вулиць Київської та Юрія Коптєва лише у 1814-17 pp. (зруйнований після продажу з торгів 1856).
Згідно з планом забудови міста на вулиці до 1840 року були влаштовані Торгова та Ярмаркова площі, Кустівське кладовище, побудовані полковий лазарет (на місці сучасного Меморіалу Вічної Слави), заїжджі двори (на північно-східному розі сучасних вулиць Київської та Петропавлівської). За планом 1840 року передбачалося побудувати на Ярмарковій площі: «Присутствені місця», повітове казначейство, парафіяльне училище, поштовий кінний двір, тюремний замок, притулок.
Як видно з плану міста 1888 року, на Ярмарковій площі було споруджено: гауптвахту, казначейство та тюремний замок. На вулиці до 1888 року були також побудовані: пожежна каланча 2-га (на південно-західному розі сучасних вулиць Київської та Іванівської; існувала до Другої Світової війни), Іванівська церква (1865), Поліцейське управління (навпроти Іванівської церкви, де потім була аптека), будинок Скоропадського, де розмістилася чоловіча гімназія, казарми місцевих військ (навпроти тюремного замку).
До 1917 на території буд. № 80 працював млин Когана і Малкіна, потім — державний млин № 5, після його закриття діяли крупорушка (1953), олійниця, до 1985 оцетний цех З-ду продтоварів, потім — дільниця управління осушувальних систем (з 1989).
1919 року була перейменована на вулицю Карла Лібкнехта, 1924 року на вулицю Леніна.
До 1991 року вулиця Київська закінчувалась буд. № 350. У 1991 році селище нафтовиків, розташоване в селі Єгорівці, виключене з підпорядкування Дідівської сільради і передане місту, тепер вулиця закінчується буд. № 354.
Сучасна назва — з 2001 року.

## Пам'ятки
- Іванівська церква (1865), ріг вулиці Іванівської;
- Церква Святого Пантелеймона (1905), № 359
- інші будинки, які мають архітектурну цінність: № 130, 140, 142, 164, 176, 190, 194, 221, 241, 243, 255, 257, 265, 269, 281, 288, 303, 325, 331, 343/2, 347, 361, 371 (у 1887–1917 2-ге однокласне міське початкове жіноче училище (Кустівське).

## Пам'ятники
- Меморіал «Сквер Вічної Слави»;
- Олегу Кошовому;
- І. Дубинському;
- землякам-афганцям;
- жертвам аварії на ЧАЕС;
- Олегу Кошовому (парк у центрі);
- Меморіал жертв фашизму;
- Тарасу Шевченку.

## Установи
- № 56 — Лікарня центральна міська з поліклінікою;
- № 68 — Районна державна лабораторія ветеринарної медицини;
- № 78 — Школа № 8, восьмирічна;
- № 98 — Лікарня центральна районна, поліклініка, станція швидкої допомоги;
- № 131 — Цех по переробці м'ясних продуктів птахофабрики «Прилуцької»;
- № 138 — Супермаркет «Фуршет»;
- № 140 — Будівельний супермаркет «Практика», колишня панчішна фабрика;
- № 148 — Навчальний комбінат;
- № 162 — Стоматологічна поліклініка;
- № 166 — Районний вузол електрозв'язку та Районний вузол поштового зв'язку, філія Прилуцького відділення Ощадбанку № 221/01;
- № 170 — Гастроном «Центральний»;
- № 176 — Школа мистецтв;
- № 178 — Прилуцький агротехнічний коледж;
- № 190 — Гімназія № 1 імені Г. Вороного;
- № 198 — Прилуцький міський відділ Управління служби безпеки України по Чернігівській обл.;
- № 200 — Прилуцьке Управління бурових робіт;
- № 214 — Прилуцька міська та районна добровільна спілка «Чорнобиль», Державна податкова інспекція, Прилуцька міжрайонна інспекція охорони навколишнього природного середовища, Міська держ. нотаріальна контора, філія № 221/042 Прилуцького відділення Ощадбанку, Валютна інспекція, Прилуцьке бюро подорожей та екскурсій, Відділення приватизації земельних ділянок;
- № 216 — Магазин «Ювілейний»;
- № 220 — Прилуцька РДА і редакція газети «Правда Прилуччини»;
- № 224 — Управління сільського господарства і продовольства райдержадміністрації, Райвідділ пенсійного фонду;
- № 226 — Районний відділ статистики;
- № 232 — Школа № 6;
- № 234 — Виховно-трудова колонія (ВТК);
- № 236а — Пожежна частина № 14;
- № 243 — Медичне училище;
- № 255 — Меморіал Вічної Слави; Музей Олега Кошового;
- № 257 — Міська дитяча бібліотека;
- № 265 — Завод продтоварів;
- № 273 — Магазин «Електросвітлотехніка»;
- № 279 — Аптека № 65;
- № 281 — Центр творчості для дітей і юнацтва;
- № 288 — Прилуцький Держлісгосп;
- № 291 — Супермаркет «АТБ»;
- № 305 — Аптека;
- № 313 — Пункт підписки, автоматичний переговорний пункт, 7-е відділення зв'язку, відділення № 221 Ощадбанку;
- № 314 — лісництво Прилуцького держлісгоспу;
- № 329 — Спецшкола-інтернат з поглибленою професійною підготовкою;
- № 337 — Прилуцький професійний ліцей;
- № 339 — Аптека № 67;
- № 369 — Об'єднаний міський Військовий комісаріат і спортивно-технічний клуб ТСОУ;
- № 375 — Школа № 10;
- № 417 — Гастроном «Слов'янський»;
- № 437 — Аптека, 8-е відділення зв'язку з дільницею № 221 /047, колишня школа № 11;
- № 477 — Магазин-кафе «Івушка».